# Ferrari SF90
A Ferrari SF90 egy Formula–1-es autó, melyet a Scuderia Ferrari alkotott a 2019-es Formula–1-es világbajnokságra. Pilótái Sebastian Vettel és a csapatnál első évét kezdő Charles Leclerc voltak. Vettel által adott beceneve Lina volt. Nevében a 90-es szám a Ferrari 90. születésnapjára utal. Az autó kétségtelenül a legerősebb motorral megáldott volt, ennek köszönhetően a csapat 9 pole pozíciót is elért a lehetséges 21-ből, viszont a versenyteljesítmény alaposan elmaradt az előző években megszokottól, és ezen nem segített az sem, hogy riválisuk, a Mercedes meglepően erős autót épített.

## Tervezése
A 2019-es szabályok értelmében a csapatoknak új, egyszerűbb kialakítású első szárnyat kellett készíteniük, a hátsó szárnynak pedig magasabbnak és szélesebbnek kellett lennie. A csapatok alapvetően kétféle megközelítés mentén teljesítették ezt: a Ferrari megoldása volt az egyik, melynél a szárny középső része egészen lent volt, a szárnyak széléig pedig emelkedett. A másik megoldás, amit főként riválisaik, a Mercedes és a Red Bull alkalmaztak, inkább a hagyományos, megszokott első szárnyakat készítették el. Ez a kiképzés a kerekek felé terelte a levegőt, és kiszámíthatóbbá, de egyben kisebbé is tette a leszorítóerőt. Ennek a problémának a megoldása érdekében a bargeboard-ok méretét kellett megnövelni, ami viszont a hátsó leszorítóerőt csökkentette. Ez túlkormányzottsághoz vezetett volna, így a hátsó rész is áttervezésre került. Súlycsökkentési és aerodinamikai szempontokból a motorborítás is láthatóan kisebb, mint az elődjénél. Ugyancsak ebből a célból a Ferrari is elkezdte használni az egyre elterjedtebb matt festést. Megújult az autó hűtőrendszere is, ami külsőre leginkább a korábbi ovális helyett háromszög alakú légbeömlő nyílásban nyilvánult meg.
A szezon előtti teszteken változtattak pár dolgon. A legjelentősebb változtatással az autó hátsó részén távozó levegő egy részét visszaterelték a glória irányába, mellyel a leszorítóerőt növelték és a hátsó szárnyakhoz jutó légáramlást is befolyásolni tudták. Másik fejlesztésük a felnik lyukacsossá tétele volt, az egyenletesebb gumihűtés érdekében. A tesztek során mindkét versenyző elégedetten nyilatkozott az autó képességeiről, mely valóban ígéretes teljesítményt mutatott.

## A szezon
Hatalmas meglepetésre az elsőre a világbajnokság favoritjának tűnő Ferrari csak szenvedett az évadnyitó ausztrál nagydíjon, miközben a Mercedes kettős győzelmet aratott, jókora előnnyel - de még a red bullos Max Verstappen is megelőzte őket. Bahreinben aztán a csapat megszerezte az első sort az időmérőn, mellyel Leclerc élete első pole pozícióját szerezte. A futamon aztán Vettelt vezetői hibák, Leclercet pedig motorhiba hátráltatta, ami a győzelmébe került, és csak harmadik lett. Kínában Vettel volt előnyösebb helyzetben és fért fel a dobogóra. Azerbajdzsánban úgy tűnt, hogy a Ferrari végre összeszedte magát a Mercedesszel szemben és a szabadedzéseken lenyűgöző tempt mutattak. Csakhogy az időmérőn Leclerc összetörte az autóját, és mire újraindították azt, addigra a pálya annyira lehűlt, hogy a Ferrari tempóelőnye elveszett. A Mercedes megint csak kettős győzelmet aratott, sorozatban immáron negyedszer, Vettel harmadik lett, Leclerc pedig ötödik, és megszerezte a plusz pontot a verseny leggyorsabb köréért is.
Spanyolországban a csapat tovább szenvedett. Monacóban Leclerc pocsék időmérő után defekt miatt kiesett, Vettel viszont második lett. Franciaországban ismét Leclerc fért fel a dobogóra, majd Ausztriában másodszor is esélye lett megnyerni a futamot. Ez azonban mégsem következett be, mert Max Verstappen egy erőszakos manőverrel megelőzte őt és így megszerezte a Red Bull-Honda első győzelmét. Noha a Ferrari szerint a manőver szabálytalan volt, a versenybírák azt sportszerűnek tekintették. A brit nagydíjon Leclerc újabb dobogót szerzett, míg Vettel egy Verstappennel való ütközés miatt a mezőny végén zárt. A kaotikus német nagydíjon Vettel az időmérő első köréből sem jutott tovább, de nagyszerű stratégiával és ellenfelei kiesésének köszönhetően a második helyig jött fel. Leclerc ezzel szemben, aki a győzelemre is esélyes volt, egy vezetői hiba miatt kicsúszott és kiesett. A magyar nagydíjon bár Vettel dobogós lett, a csapat teljesítménye nem volt túl jó, több mint egy perccel voltak lemaradva a befutóhoz képest. A Ferrari a nyári szünetig egyetlen versenyt sem nyert meg, amire nem sokan számítottak.
A nyári szünet után két olyan pálya következett, mely már előzetesen is a Ferrarinak kedvezőnek volt elkönyvelve. Ez így is volt, ugyanis Leclerc mindkét versenyt megnyerte, igaz mindkettőt szoros csatában. Szingapúrban a Ferrari új első szárnyat mutatott be áttervezett padlólemezzel és egyéb kisebb átalakításokkal. Ennek meg is lett az eredménye: Vettel több mint egy év után újra futamot volt képes nyerni, és két év után újra kettős Ferrari-sikert könyvelhettek el. Oroszországban szintén jó volt a tempójuk, de a Mercedes furcsa, de hatékony stratégiája, Vettel kiesése, és a biztonsági autós fázisok miatt csak egy Leclerc-harmadik hely jött össze. Japánban megint a Ferrarié volt az első sor, de Vettelt lerajtolta Bottas, Leclerc pedig összeütközött Verstappennel, és a sérült első szárnnyal is kinn tartotta a csapat. Amikor mégis kihívták őt, addigra már akkora volt a hátránya, hogy csak a nyolcadik helyig tudott feljönni, amiből a Renault-k kizárása után lett hatodik. Mexikóban megismétlődött az oroszországi eset: kiváló Ferrari-időmérő után gyenge versenytempó, a Mercedes pedig váratlan húzásaival megszerezte a győzelmet. Amerikában Vettel a győzelemért harcolt volna, de már a rajtnál lerajtolták, a felfüggesztése meghibásodása miatt pedig viszonylag korán kiesett.
A brazil nagydíjon Vettel és Leclerc egymást ütötték ki a verseny 65. körében, így a 2017-es szingapúri nagydíj óta először nem szerzett pontot a csapat. Az évadzáró versenyen Leclerc harmadik lett, de rögtön azután az FIA megvizsgálta az autóját, és megbüntették a csapatot, mert nem annyi üzemanyag volt a tartályban, mint amennyit nyilatkoztak.

### Gyanú a motor körül
Belgium és Mexikó között a Ferrari valósággal szárnyalni kezdett ahhoz képest, hogy milyen teljesítményt nyújtottak a szezon első szakaszában. Ekkor aratták három győzelmüket és hat pole pozíciót is szereztek. A Red Bull vizsgálatot kezdeményezett, mert azt gyanították, hogy a Ferrari az üzemanyag átfolyása terén trükközik. Az FIA ekkor körlevélben tudatta, hogy természetesen ilyen megoldások használata nem megengedett. Furcsa módon a Ferrari tempója ekkor látványosan visszaesett. A mercedeses Lewis Hamilton a technikai szabályokra hivatkozva véleményezte a tempócsökkenést, míg a hondás Max Verstappen egyenesen csalással vádolta meg a Ferrarit.
A 2020-as szezon előtti tesztek során az FIA bejelentette, hogy vizsgálat alá volták a Ferrarit, és megállapodást írtak alá, mely szerint a csapat nem kap se büntetést, sem egyéb szankcióval nem sújtják. Annak titkossága, a bejelentés időzítése, és egyéb körülmények miatt a többi Formula–1-es csapat közleményben tiltakozott a döntés ellen, mondván, hogy a 2019-es Ferrari-motor eszerint nem volt szabályos. Az FIA erre kijelentette, hogy valóban nem volt egészen szabályos, de hogy mennyire, azt csak nagyon hosszú és bonyolult vizsgálattal, valamint nehézkes jogi procedúrával lehetett volna eldönteni, ezért nem kapott a csapat büntetést.

## Teljes Formula—1-es eredménysorozata
| Év   | Csapat           | Motor       | Gumi | Pilóták          | Nagydíjak | Nagydíjak | Nagydíjak | Nagydíjak | Nagydíjak | Nagydíjak | Nagydíjak | Nagydíjak | Nagydíjak | Nagydíjak | Nagydíjak | Nagydíjak | Nagydíjak | Nagydíjak | Nagydíjak | Nagydíjak | Nagydíjak | Nagydíjak | Nagydíjak | Nagydíjak | Nagydíjak | Pontok | Helyezés |
| Év   | Csapat           | Motor       | Gumi | Pilóták          | AUS       | BHR       | CHN       | AZE       | ESP       | MON       | CAN       | FRA       | AUT       | GBR       | GER       | HUN       | BEL       | ITA       | SIN       | RUS       | JPN       | MEX       | USA       | BRA       | ABU       | Pontok | Helyezés |
| 2019 | Scuderia Ferrari | Ferrari 064 | P    | Sebastian Vettel | 4         | 5         | 3         | 3         | 4         | 2         | 2         | 5         | 4         | 16        | 2         | 3         | 4         | 13        | 1         | KI        | 2         | 2         | KI        | 17†       | 5         | 504    | 2.       |
| 2019 | Scuderia Ferrari | Ferrari 064 | P    | Charles Leclerc  | 5         | 3         | 5         | 5         | 5         | KI        | 3         | 3         | 2         | 3         | KI        | 4         | 1         | 1         | 2         | 3         | 6         | 4         | 4         | 18†       | 3         | 504    | 2.       |

† Nem ért célba, de teljesítette a versenytáv 90 százalékát, ezért rangsorolták.

## Fordítás
- Ez a szócikk részben vagy egészben  a   Ferrari SF90 című angol Wikipédia-szócikk ezen változatának fordításán alapul.  Az eredeti cikk szerkesztőit annak laptörténete sorolja fel. Ez a jelzés csupán a megfogalmazás eredetét és a szerzői jogokat jelzi, nem szolgál a cikkben szereplő információk forrásmegjelöléseként.